# Tasmanski Aboridžini
Tasmanci su bili domorodačko stanovništvo otoka Tasmanije. Vlastita oznaka jest lutrawita ili trouwunna.
Dolaskom engleskih kolonizatora, nad njima je počinjen genocid.
U razdoblju od 30 godina, od 1803. do 1833., broj Tasmanskih Aboridžina smanjio se s 5000 na 300. Povjesničari 20. stoljeća, znanstvenici i antropolozi su smatrali da je taj narod izumro smrću Truganini 1876. Mnogi još tako misle, posebice izvan Australije. Ipak, neki današnji Aboridžini mogu potvrditi pretke među domorodačkim Tasmancima, ali su se u međuvremenu uvelike izmiješali s europskim doseljenicima. Najveći dio domorodačkog tasmanskog jezika (koji je imao nekoliko narječja), kao i većina aboridžinskog kulturnog nasljeđa je otišla u nepovrat. 
Današnji mješanci Tasmanaca i pristiglih Europljana tvrde da potječu od nekoliko skupina:
- Palawa tvrde da potječu od doseljenika i Mannalargenninih kćeriju. Neki su povezani s otocima u Bassovom prolazu.
- Lia Pootah potječu od neznanih, nezapisanih aboridžinskih žena, koje su rađale djecu europskih osuđenika, drvosječa, vojaka, slobodnih doseljenika i farmera.
- Pungenna imaju tasmansko aboridžinsko, Koori i TS podrijetlo.

Ipak, zbog činjenice da je veliki udjel izvorne tasmanske aboridžinske genetske baštine izgubljen u nepovrat, pitanje tko je Tasmanski Aboridžin ostaje osjetljivim pitanjem.
Danas se nekoliko tisuća ljudi koji žive na Tasmaniji opisuju kao Aboridžinski Tasmanijci, jer su neke Palawa žene rodile Europljane na otocima Furneaux i unutar kopnene Tasmanije.

## Povijest

### Prije europskih doseljenika
Vjeruje se da su prvi ljudi na Tasmaniju došli prije 40.000 godina preko kopnene prevlake između današnjeg otoka i ostatka Australija za vrijeme ledenog doba. Izdignućem morske razine, tamošnje stanovništvo je ostalo odvojenim i izoliranim od ostatka svijeta i takvo je stanje ostalo otprilike 10.000 godina, sve do pojave europskih istraživača u prvoj polovici 19. stoljeća.
Aboridžini na Tasmaniji su se dijelili na devet glavnih plemena.
Plemena su im se sastojala od skupina od 40 do 50 ljudi koji su živjeli u susjedstvima, dijelili su isti jezik i kulturu, družila se i ženila međusobno, kao što su i vodila ratove protiv drugih plemena. 
Prema Jaredu Diamondu, domorodački Tasmanci nisu rabili vatru.
Engleski istraživač James Cook posjetio je na svom trećem putovanju Tasmaniju. U svom dnevniku zabilježio je da su domoroci obična stasa, prilično suhonjavi, crne kože i crne kovrčave kose, te ravnih zubiju. Kosu i bradu mažu crvenom pomašću. Oko vrata nose uzice napravljene od krzna, a oko bedara uzak ostrižak klokanove kože. Nisu zamijećeni nikakvi čamci ni da jedu ribu. Međutim, jedu školjkaše. Žene nose klokanovu kožu preko ramena i preko pasa kako bi bolje pridržavale djecu na leđima.

#### Tasmanska domorodačka plemena
- Velika rijeka (Big River) – Teen Toomle Mennenyer
- Jugoistok – Tahuni Lingah
- Jugozapadna obala – Toogee
- Sjever
- Sjeverni Midlands
- Ben Lomond – Plangermaireener
- Sjeveroistok
- Sjeverozapad
- Zaljev kamenica (Oyster Bay) – Paredarerme

### Nakon europskog doseljavanja
Tasmancima, čiji broj se 1803. procjenjivao između 4 i 6 tisuća, je broj smanjen na oko 300 do 1833. uglavnom zbog bolesti, ubivanja od strane britanskih doseljenika i vojaka.
George Augustus Robinson, kršćanski misionar, sprijateljio se saTruganini, naučio nešto njihova jezika i 1833. je uspio uvjeriti preostale pripadnike tih plemena neka presele na novo mjestu, na Flindersov otok , gdje im je suvremenije i udobnije okružje, i da će biti premješteni na glavno kopno čim prije bude moguće.
Nakon što ih je doveo na Flindersov otok, Robinson je otišao od Aboridižina. Od 300 ljudi koji su došli s Robinsonom, 250 je umrlo u idućih 14 godina u lošim životnim uvjetima.
1847., 47 preživjelih je prebačeno na njihovo konačno odredište u Oyster Cove, gdje više nisu imali prijetnja po svoj opstanak. Često su bili odjeveni i paradirali su za službenih događaja. Godine 1859. brojke im se procjenjuju na oko dvanaestak. Zadnji preživjeli je umro 1876.
H. G. Wells u svom slavnom predgovoru Ratu svjetova  izdanom 1898. napisao je: Moramo se sjetiti bezobzirnog i temeljitog uništavanja koje je naša vrsta napravila, ne samo životinje, kao što su nestali bizon i dodovka, nego i njene nemoćnije rase. Tasmanci su, unatoč njihovom ljudskom izgledu, bili u potpunosti zbrisani s lica Zemlje u istrjebljivačkom ratu kojeg su vodili europski doseljenici, u razdoblju od pedeset godina.
Ostatci naroda iz Oyster Cove-a su bili tretirani s nepoštovanjem tijekom 1860-ih, tako da su brojni muzeji uzimali dijelove tijela za svoje zbirke, ne poštujući jedno od glavnih aboridžinskih vjerovanja, da duša može počivati u miru samo onda kada je u svojoj domovini. Jednom prigodom, Kraljevsko društvo Tasmanije ("Royal Society of Tasmania") je dobilo dozvolu za iskop Truganinijina tijela 1878. uz uvjet da ga se "dolično odloži na sigurno mjesto za boravak, dostupno samo uz posebno dopuštenje znanstvenom osoblju i u znanstvene svrhe." Njen kostur je bio izložen u Tasmanskom muzeju (Tasmanian Museum) do 1947.
Drugi slučajevi uključuju uklanjanje lubanje i skrotuma Williama Lannea, znanog kao King Billy, nakon njegov smrti 1869. (potonje je korišteno za vrećicu za duhan).
Tjelesne ostatke i ornamente se još i dan-danas vraća iz zbiraka danas, a primjerice, Kraljevski koledž kirurga Engleske (Royal College of Surgeons of England) je vratio uzorke Truganinijine kože i kose 2002.
13. kolovoza 1997. je dana Izjava o isprici (Statement of Apology) (posebice je naglašena za odvajanje djece) koju je jednoglasno izglasovao Tasmanski parlament. U njoj je rečeno 
"Ovaj dom, u ime svih Tasmanaca... izražava svoje duboko i iskreno žaljenje za sve uvrjede, bol i žalost prouzročene zbog prijašnjih politika kojima je aboridžinska djeca bila odvajana od svojih obitelji i domova; ispričava se aboridžinskom narodu za ta prijašnja djela i potvrđuje svoju potporu pomirbe između svih Australaca."
Brojni ljudi u zajednici, akademiji, upravnim tijelima raznih razina i nevladinim organizacijama trenutačno radi na jačanju tasmanske aboridžinske kulture i poboljšanju uvjeta istoj.

## Definicija Aboridžina
Dok postoji suglasje o tome da se zbila tragedija, pitanje sudbine i stanja  tasmanskih Aboridžina je bilo predmetom proturječja posljednjih godina.
Većim dijelom 20. stojeća, smatralo se da su Tasmanski Aboridžini izumrli zbog izočnosti "čistokrvnih" nakon što je umrla Truganini 1876. Do polovine, ovo motrište je bilo prihvaćeno diljem bjelačke Australije, ali pojava glasnih voditelja kampanja za aboridžinsku stvar, kao što je Michael Mansell stubokom je promijenilo ovo općenito mišljenje, do te točke da se danas u široj zajednici prihvatila činjenica da u tasmanskoj zajednici je 15.000 ljudi tasmanskog podrijetla.
Većina današnjih tasmanskih Aboridžina su potomci dviju žena: Fanny Cochrane Smith i Dolly Dalrymple. Fanny Cochrane je bila rođena u kampu Wybaleena na Flindersovu otoku. Rodila je jedanaestoro djece. Dolly Dalrymple je rodila desetero djece i bila je prva Tasmanka koja se udala za europskog doseljenika. 

Legitimnost stanovitih polaganja prava na to da je netko potomak Lie Pootah (onih koji nisu podrijetlom s Flindersova otoka) su osporavali aboridžini Palawa. 
Nedavno je bilo inicijativa za uvođenjem DNK-testiranja radi pokušaja utvrđivanja obiteljske sveze s Palawom, tako da bi se moglo utvrditi tko je mjerodavan za glasovanje i sudjelovanje u mjesnoj aboridžinskoj politici i za biti uključen u mjesna pitanja kao što su zahtjevi za domorodačkim nazivima. Ovo je izazvalo ljutitu reakciju brojnih četvrti, jer neki ljudi također tvrde da imaju duhovnu svezu, kao i još važniju, različitu genetsku svezu.
U lipnju 2005., Zakonodavno vijeće je proširilo pravni akt (Aboriginal Lands Act) kojim se je definiralo aboridžinstvo.

## Neki poznati pripadnici
- Truganini i Fanny Cochrane Smith, obje su tvrdile da su zadnje "čiste" Tasmanke
- Kathryn Hay, prva Aboridžinka izabrana u tasmanski parlament (zapadnoaustralskog podrijetla)
- William Lanne ili "King Billy"
- Alma Stackhouse, izabrana 1989. kao tasmanska Aboridžinka godine i nagrađena odličjem "Order of Australia" (OAM).
- "Aunty" Ida West, autorica i društvena aktivistica, NAIDOC tasmanska Aboridžinka godine 2002.
- Michael Mansell, tasmanski aboridžinski odvjetnik, aktivist i čelnik
- Rodney Dillon, aktivist za kulturna prava, NAIDOC tasmanski Aboridžin godine 2005.

## Vanjske poveznice
- Podatci o Tasmanskim Aboridžinima s Tasmanske pismohrane "Kratki vodič br. 18"
- Statistike, Tasmanija, povijest, Aboridžini (stranice Australsko statističkog ureda)
- Stranice naroda Lia Pootah  Arhivirana inačica izvorne stranice od 4. travnja 2004. (Wayback Machine)
- Povjesničar koji se protivi "mitu" o genocidu nad Tasmanskim Aboridžinima (sadrži uređeni transkript razgovora na ABC radiju iz 2002. Petera McCutcheona s povjesničarima i autorima Windschuttleom i Reynoldsom)
- "Native Fiction" simpatetični "New Criterion" osvrt na knjigu Keitha Windschuttlea o sumnji o genocidu nad tasmanskim domorodcima
- Australians for Native Title and Reconciliation (ANTaR)
- Arhivirana inačica izvorne stranice od 19. prosinca 2005. (Wayback Machine) "Reconciliation Australia"
- Osvrt iz 1984.  Arhivirana inačica izvorne stranice od 31. svibnja 2013. (Wayback Machine) na dokumentarac Toma Haydona "Posljednji Tasmanac" (1978.)
- "Tenzije na Tasmaniji po pitanju tko je Aboridžin" članak iz The Sydney Morning Heralda, autora Richarda Flanagana
- Povijest  Arhivirana inačica izvorne stranice od 11. siječnja 2004. (Wayback Machine) na stranicama Human Rights and Equal Opportunity Commission.
- Transkript TV-programa  Arhivirana inačica izvorne stranice od 26. lipnja 2006. (Wayback Machine) emisija Sunday; gosti su: Keith Windschuttle, Henry Reynolds, Cassandra Pybus, Lyndall Ryan i ostali